# Comuna Lăzăreni, Bihor
Lăzăreni (în maghiară: Miklósirtás) este o comună în județul Bihor, Crișana, România, formată din satele Bicăcel, Calea Mare, Cărăndeni, Cărănzel, Gepiș, Gruilung, Lăzăreni (reședința) și Miheleu.

## Demografie
Componența etnică a comunei Lăzăreni
     Români (67,83%)
     Romi (28,58%)
     Alte etnii (0,2%)
     Necunoscută (3,39%)
Componența confesională a comunei Lăzăreni
     Ortodocși (68,4%)
     Penticostali (19,91%)
     Baptiști (5,95%)
     Greco-catolici (1,2%)
     Alte religii (0,66%)
     Necunoscută (3,87%)
Conform recensământului efectuat în 2021, populația comunei Lăzăreni se ridică la 3.510 locuitori, în creștere față de recensământul anterior din 2011, când fuseseră înregistrați 3.233 de locuitori. Majoritatea locuitorilor sunt români (67,83%), cu o minoritate de romi (28,58%), iar pentru 3,39% nu se cunoaște apartenența etnică. Din punct de vedere confesional, majoritatea locuitorilor sunt ortodocși (68,4%), cu minorități de penticostali (19,91%), baptiști (5,95%) și greco-catolici (1,2%), iar pentru 3,87% nu se cunoaște apartenența confesională.

## Politică și administrație
Comuna Lăzăreni este administrată de un primar și un consiliu local compus din 13 consilieri. Primarul, Cristian-Vasile Paul[*], de la Partidul Național Liberal, este în funcție din 2012. Începând cu alegerile locale din 2024, consiliul local are următoarea componență pe partide politice:
|  | Partid                    | Consilieri | Componența Consiliului | Componența Consiliului | Componența Consiliului | Componența Consiliului | Componența Consiliului | Componența Consiliului | Componența Consiliului | Componența Consiliului | Componența Consiliului | Componența Consiliului | Componența Consiliului |
|  | ------------------------- | ---------- | ---------------------- | ---------------------- | ---------------------- | ---------------------- | ---------------------- | ---------------------- | ---------------------- | ---------------------- | ---------------------- | ---------------------- | ---------------------- |
|  | Partidul Național Liberal | 11         |                        |                        |                        |                        |                        |                        |                        |                        |                        |                        |                        |
|  | Partidul Social Democrat  | 1          |                        |                        |                        |                        |                        |                        |                        |                        |                        |                        |                        |
|  | Partidul Oamenilor Tineri | 1          |                        |                        |                        |                        |                        |                        |                        |                        |                        |                        |                        |

## Atracții turistice
- Rezervația naturală „Calcarele tortoniene de la Miheleu” (0,40 ha)

## Personalități născute aici
- Dumitru Cuc (1928 - 2019), wrestler;
- Mircea Bradu (n. 1937), scriitor, director de teatru, fost primar al municipiului Oradea, membru al Uniunii Scriitorilor din România;
- Florica Duma (1946 - 2017), cântăreață de muzică populară.